# نلسون سمدو
نلسون کابرال سمدو (پرتغالی: Nélson Cabral Semedo؛ زادهٔ ۱۶ نوامبر ۱۹۹۳) بازیکن فوتبال اهل روستای پلارتگان پرتغال است که در پست دفاع راست برای باشگاه ولورهمپتون و تیم ملی پرتغال بازی می‌کند.
از باشگاه‌هایی که در آن بازی کرده‌است می‌توان به بنفیکا، بارسلونا و ولورهمپتون واندررز اشاره کرد.
وی همچنین در تیم ملی فوتبال پرتغال بازی کرده‌است.

## دوران باشگاهی

### بنفیکا
سمدو که زاده شهر لیسبون است، فوتبالش را در تیم جوانان سینترنسه آغاز کرد و در ۱۷ سالگی نخستین بازی حرفه‌ایش را انجام داد. او در ژانویه ۲۰۱۲، قراردادی ۵ ساله با بنفیکا بست که از ۱ ژوئیه ۲۰۱۲ معتبر بود. وی برای مدتی هم در تیم دسته سومی فاطیما بازی کرد.

### بارسلونا
در ۱۳ ژوئیه ۲۰۱۷، بارسلونا اعلام کرد که با بنفیکا بر سر انتقال سمدو به توافق رسیده‌است و تنها تست‌های پزشکی بازیکن باقی مانده. او روز بعد با قراردادی پنج ساله امضا کرد و بارسلونا برای خرید او، ۳۰٫۵ میلیون یورو به بنفیکا پرداخت که البته پاداش‌های دیگری نیز برای بنفیکا در نظر گرفته شده که بسته به تعداد بازی سمدو در بارسلونا است.

### ولورهمپتون واندررز
در ۳۰ سپتامبر ۲۰۲۰، سمدو با قراردادی ۳ ساله به ولورهمپتون واندررز در لیگ برتر فوتبال انگلستان پیوست.

## ویژگی‌های تاکتیکی
نلسون سمدو از فصل ۲۰۱۴/۲۰۱۵ در تیم دوم بنفیکا مورد توجه فوتبال نویسان پرتغالی قرار گرفت. تسلط و توانایی‌های او در پارامترهای تهاجمی خیلی زود وارد رسانه‌های پرتغال شد تا سمدو زیر ذره بین قرار گیرد. استعداد جوان پرتغالی زیر نظر هلدر کریستووائو، سرمربی تیم دوم بنفیکا، بیشتر مقطع آن فصل را در چینش‌های مختلف به عنوان فول بک راست به میدان رفت. با این حال همان‌طور که گفته شد، توانایی‌هایش در پارامترهای تهاجمی به قدری بود که می‌توانست حتی یک خط هم جلوتر بازی کند. به همین علت بود که کریستووائو در بعضی بازی‌ها از چینش ۲-۵-۳ یا ۳-۴-۳ استفاده کرد تا سمدو بتواند در پست وینگ بک راست به میدان رود. کریستووائو حتی پا را فراتر گذاشت و در چینش ۱-۴-۱-۴ از نلسون به عنوان بازیکن سمت راست در پشت تک مهاجم نیز استفاده کرد. سمدو اما به تمامی این تغییرات پاسخ مثبت نشان داد چرا که در فاز تهاجمی بسیار پرتحرک و پویا بود.
درخشش در تیم دوم بنفیکا خیلی زود زمینه را برای رسیدن به تیم اصلی فراهم کرد. نلسون سمدو فصل گذشته در همان شروع کار خیلی زود تبدیل به یکی از ارکان اصلی تیمِ روی ویتوریا شد. سمدو تمامی فصل را به عنوان فول بک راست در سطح اول فوتبال پرتغال در تیمی همچون بنفیکا به میدان رفت تا خیلی زود پله‌های ترقی را طی کند. او در ۳۱ بازی در مجموع ۲۷۷۹ دقیقه در لیگ پرتغال به میدان رفت و موفق شد آمار ۱ گل و ۶ پاس گل را ثبت کند که آمار پاس گل‌هایش در سطح لیگ پرتغال کاملاً قابل بحث و تأمل است.
مهم‌ترین ویژگی نلسون همان‌طور که گفته شد، توانایی‌هایش در پارامترهای تهاجمی است. دقیقاً به همین علت هم است که بسیاری سبک بازی او را با دنی آلوز مقایسه می‌کنند. یکی از کلیدی‌ترین ویژگی‌های سمدو در پارامترهای تهاجمی، آمار تعداد پاس گل‌هایش است. همان‌طور که اشاره شد او ۶ پاس گل در فصل گذشته به هم تیمی‌هایش داده و تصویر زیر نیز جدول رده‌بندی بهترین بازیکنان لیگ پرتغال از این حیث را نشان می‌دهد. نلسون رتبه چهارم مشترک را در این جدول در اختیار دارد که با توجه به پست بازی اش بسیار الهام بخش است.